# Портрет Петра Михайловича Капцевича
«Портрет Петра Михайловича Капцевича» — картина Джорджа Доу и его мастерской, из Военной галереи Зимнего дворца.
Картина представляет собой погрудный портрет генерал-лейтенанта Петра Михайловича Капцевича из состава Военной галереи Зимнего дворца.
К началу Отечественной войны 1812 года генерал-лейтенант Капцевич командовал 7-й пехотной дивизией, отличился при обороне Смоленска, в Бородинском сражении и в уличных боях в Малоярославце. Во время Заграничных походов 1813 и 1814 годов сражался против французов в Пруссии, Саксонии, блестяще проявил себя в Битве народов под Лейпцигом, где был контужен; затем сражался во Франции.
Изображён в генеральском вицмундире, введённом для артиллерийских генералов в 1820 году (Капцевич с самого начала военной службы числился по артиллерии). По борту мундира кресты орденов Св. Георгия 2-го класса, прусского Красного орла 2-й степени, ордена Св. Владимира 2-й степени и Св. Анны 1-й степени с алмазами; справа на груди серебряная медаль «В память Отечественной войны 1812 года» на Андреевской ленте, бронзовая дворянская медаль «В память Отечественной войны 1812 года» на Владимирской ленте, крест шведского Военного ордена Меча 4-й степени и звёзды орденов Св. Александра Невского, Св. Георгия 2-го класса и Св. Владимира 2-й степени. Слева чуть выше эполета подпись художника и дата: paintd. fr nature by Geo Dawe RA 1821. С тыльной стороны картины надпись: Kapsevitch. Подпись на раме: П. М. Капцевичъ, Генералъ Лейтенантъ.
7 августа 1820 года Комитетом Главного штаба по аттестации Капцевич был включён в список «генералов, заслуживающих быть написанными в галерею», однако фактическое решение о написании его портрета было принято раньше, поскольку уже 11 марта 1820 года император Александр I приказал написать его портрет. Гонорар Доу был выплачен 14 апреля и 17 мая 1820 года. Готовый портрет поступил в Эрмитаж 7 сентября 1825 года.
Существовало авторское повторение галерейного портрета (или очень близкая копия), которое хранилось в Большом Гатчинском дворце. Репродукция этого варианта портрета была помещена в издании великого князя Николая Михайловича «Русские портреты XVIII и XIX столетий» . Современное местонахождение этого портрета неизвестно.

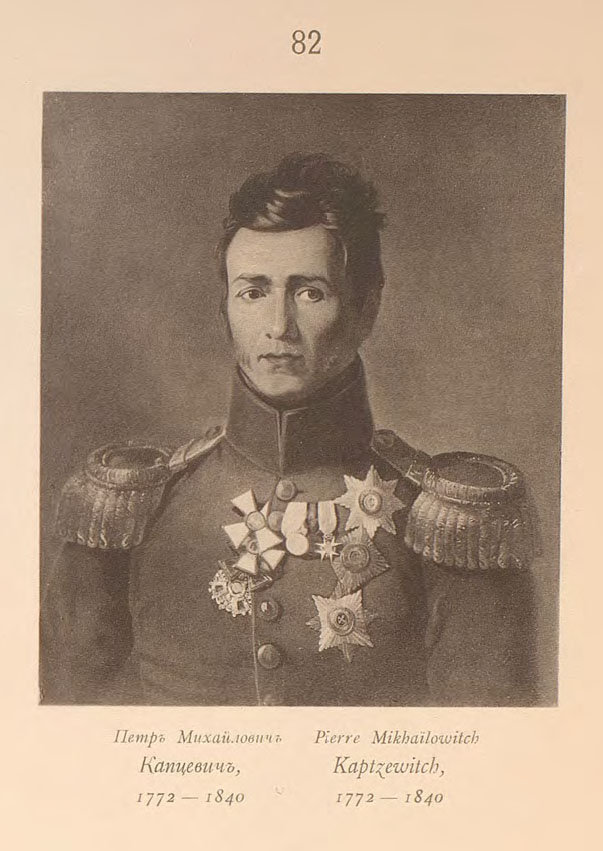
Репродукция портрета из Гатчинского дворца
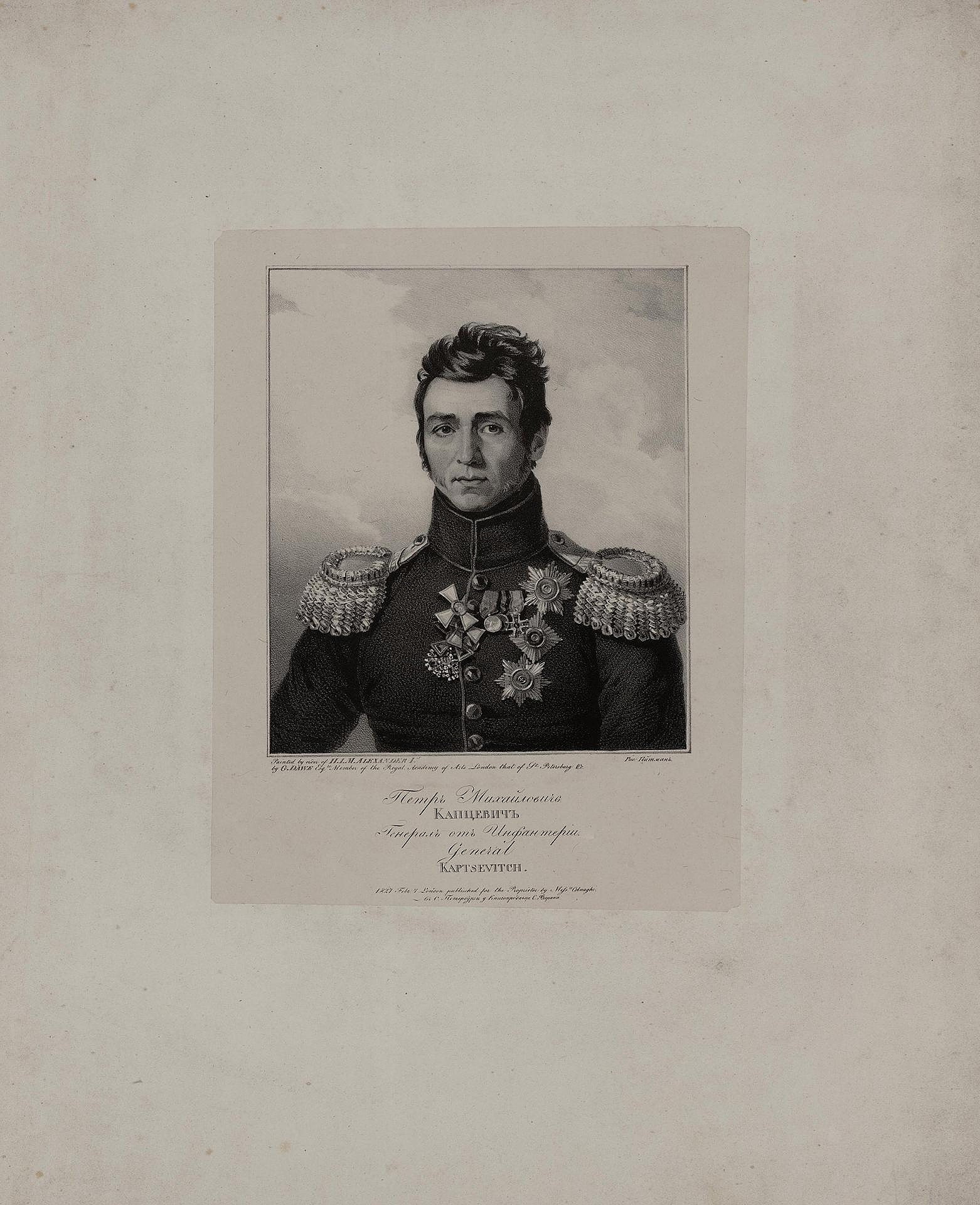
Литография Е. И. Гейтмана

В 1827 году в Лондоне фирмой Paul & Dominic Colnaghi & Co по заказу петербургского книготорговца С. Флорана с галерейного портрета была сделана литография по рисунку Е. И. Гейтмана, датированная 7 февраля 1827 года, один из сохранившихся отпечатков имеется в собрании Эрмитажа (китайская бумага, литография, 65 × 50,5 см, инвентарный № ЭРГ-409).